# Gaucho (альбом)
Gaucho — седьмой студийный альбом американской джаз-рок-группы Steely Dan, вышедший 21 ноября 1980 года на лейбле MCA Records и получивший 25 февраля 1981 года премию Грэмми в категории Best Non-Classical Engineered Recording (премию получили звукоинженеры Эллиот Шайнер, Bill Schnee, Jerry Garszva и Роджер Николс).
Gaucho их первый за 3 года студийный диск, впервые после Aja (1977), после чего наступил перерыв почти на 20 лет (до 1999, когда вышел следующий 8-й студийный альбом Two Against Nature). Альбом получил положительные и умеренные отзывы музыкальных изданий и критиков, включая Allmusic, Robert Christgau, New York Times, Rolling Stone.
| Оценки критиков  | Оценки критиков |
| Источник         | Оценка          |
| ---------------- | --------------- |
| Allmusic         | [ 1 ]           |
| Robert Christgau | B−              |
| New York Times   | (positive)      |
| Rolling Stone    | [ 4 ]           |

## Список композиций
Все песни написаны дуэтом авторов-исполнителей Уолтером Бекером (соло-гитара, бас-гитара) и Дональдом Фейгеном (вокал, орган, электрическое фортепиано, клавишные, синтезатор), кроме указанных специально.

### Сторона 1
1. «Babylon Sisters» — 5:55
2. «Hey Nineteen» — 5:10
3. «Glamour Profession» — 7:29

### Сторона 2
1. «Gaucho» (Becker/Fagen/Jarrett) — 5:32
2. «Time Out of Mind» — 4:14
3. «My Rival» — 4:34
4. «Third World Man» — 5:13

## Позиции в хит-парадах
Альбом

Еженедельные чарты:
| Год  | Чарт            | Позиция |
| ---- | --------------- | ------- |
| 1980 | UK Albums Chart | 27      |
| 1981 | Black Albums    | 19      |
| 1981 | Pop Albums      | 9       |

Годовые чарты:
| Хит-парад (1981)                   | Позиция |
| ---------------------------------- | ------- |
| США (Billboard Top Popular Albums) | 29      |

Синглы
| Год  | Сингл                                         | Лейбл и номер | Чарт          | Позиция |
| ---- | --------------------------------------------- | ------------- | ------------- | ------- |
| 1981 | «Hey Nineteen» (B-side: «Bodhisattva» (live)) | MCA 51036     | Black Singles | 68      |
| 1981 | «Hey Nineteen»                                | MCA 51036     | Pop Singles   | 10      |